# Jagdpanzer IV
Lo Jagdpanzer IV, il cui numero d'identificazione era Sd.Kfz. 162, è stato un cacciacarri utilizzato dall'esercito tedesco durante l'ultimo anno della seconda guerra mondiale.
Lo Jagdpanzer era stato ricavato dal carro armato medio Panzer IV per dotare i reparti anticarro delle divisioni corazzate e di fanteria meccanizzata di un'arma mobile e valida contro le forze blindate sempre più numerose e potenti degli Alleati e dell'Armata Rossa sovietica. Armato con un cannone da 75 mm e fornito di una corazzatura frontale spessa 80 mm, lo Jagdpanzer IV venne prodotto in circa un migliaio e mezzo di esemplari, che combatterono principalmente sul fronte orientale rivelandosi eccellenti macchine.
Fu distribuito in due versioni, l'una armata con il cannone anticarro PaK 40 lungo 48 calibri (L/48) e l'altra equipaggiata con il potente KwK 42 da 75 mm L/70, che rappresentò il modello più diffuso. Dopo la fine del conflitto un piccolo gruppo di veicoli fu acquistato dalla Siria.

## Storia

### Sviluppo
Il cacciacarri Jagdpanzer IV fu realizzato per superare le limitazioni del Nashorn, mezzo della stessa categoria che aveva però la camera di combattimento aperta e una sagoma troppo alta. Primo vero cacciacarri tedesco progettato ad hoc, le sue origini risalgono a una specifica inoltrata nel dicembre 1942 dal Waffenamt ("ufficio per gli armamenti"), che richiese un nuovo cacciacarri con corazzatura frontale spessa 100 mm e armato di un cannone da 75 mm in casamatta, con una sagoma laterale estremamente bassa: il nuovo veicolo s'ispirò fortemente al cannone d'assalto, usato comunque in funzione anticarro, StuG III Ausf. G. La VOMAG di Plauen ne realizzò un simulacro in legno in scala 1:1 che fu presentato ad Adolf Hitler il 14 maggio 1943; in ottobre seguì un prototipo in acciaio dolce che fu mostrato anch'esso al Führer; in dicembre fu pronto il primo vero prototipo e la VOMAG ricevette l'ordine di avviarne la produzione in serie il più presto possibile. Il Waffenamt aveva richiesto che sullo Jagdpanzer IV fosse montata una versione del cannone KwK 42 da 75 mm lungo ben 70 calibri (L/70), l'arma principale del carro Panzer V Panther); poiché furono incontrate difficoltà impreviste nella fabbricazione di tale pezzo modificato, la prima versione di serie del cacciacarri fu equipaggiata con il PaK 39 da 75 mm L/48, già disponibile in una certa quantità. Il nuovo mezzo venne designato Sturmgeschütz neuer Art mit 7,5 cm PaK L/48 auf Fahrgestell PzKpfw IV ed ebbe il numero identificativo Sd.Kfz. 162; tuttavia si diffuse presto la più breve dizione Jagdpanzer IV.

### Produzione
Un primo lotto di Jagdpanzer IV (0-Serie) cominciò a essere prodotto nel gennaio 1944. Questi veicoli erano realizzati sulla base dello scafo del Panzer IV Ausf. F, del quale furono mantenuti la meccanica e l'impianto propulsore. Al posto della torretta venne implementata una casamatta con gli spigoli arrotondati: la versione fu designata (leichte) Jagdpanzer IV Ausf F. Nel frattempo tra gennaio e aprile 1944 fu sviluppato lo Jagdpanzer con il cannone KwK 42 L/70, del quale un prototipo fu pronto a giugno. A luglio anche questo veicolo venne immatricolato ed entrambe le versioni del cacciacarri furono messe in produzione massiccia ad agosto.
Nel complesso la VOMAG tra gennaio e novembre 1944 fabbricò 769-784 esemplari (numeri di scafo compresi tra 320001 e 321000) dello Jagdpanzer IV/48, con una produzione mensile di circa settanta veicoli. A partire da agosto e fino al marzo-aprile 1945, l'azienda attese anche alla costruzione dello Jagdpanzer IV/70, totalizzando tra i 930 e i 940 esemplari con un ritmo di 103 veicoli al mese. Sempre da agosto 1944 e fino al marzo 1945, lo stabilimento Nibelungenwerk di Sankt Valentin in Austria consegnò 278 Jagdpanzer IV/70 ma con una cadenza mensile molto più lenta, pari a trentaquattro veicoli.

### Impiego operativo
Lo Jagdpanzer IV con il cannone PaK 39 fu distribuito ai reparti di prima linea dal marzo 1944, mentre lo Jagdpanzer IV armato del KwK 42 iniziò a essere inviato alle unità combattenti da agosto. I mezzi furono tutti suddivisi tra i Panzerjäger-Abteilung in forza alle divisioni corazzate e di fanteria meccanizzata. Il battesimo del fuoco avvenne con la Fallschirm-Panzer-Division 1 "Hermann Göring" sul fronte italiano e poi con la 4. e 5.Panzer-Division, che combattevano sul fronte orientale.
Nel giugno 1944 i veicoli in servizio sul fronte occidentale ammontavano a sessantadue, distribuiti tra la 9. Panzer-Division, la 12. SS-Panzerdivision "Hitlerjugend" e la Panzer-Lehr-Division; in agosto entrarono in linea anche gli Jagdpanzer armati del cannone KwK 42 da 75 mm : durante l'Offensiva delle Ardenne ne erano disponibili 137. Da settembre le perdite subite dai reparti cacciacarri furono ripianate con i veicoli prodotti dalla ditta Alkett, che nella grande maggioranza furono destinati al fronte orientale. Al 10 aprile 1945 l'esercito tedesco contava in servizio 285 Jagdpanzer IV con cannone L/70, dei quali 274 sul fronte orientale, otto in Italia e tre sul fronte occidentale: in quest'anno i cacciacarri cominciarono inoltre a sostituirsi ai carri armati, la cui produzione era scaduta a livelli minimi lasciando insoddisfatte le pressanti richieste da parte dell'esercito. Tuttavia gli stessi Jagdpanzer IV erano disponibili in quantità insufficiente.
Lo Jagdpanzer si rivelò essere un cacciacarri efficace, sebbene nel corso della messa a punto e dell'impiego iniziale avesse presentato qualche problema: in particolare il cannone lungo quasi 3 metri poteva piantarsi in rilievi anche modesti a causa della contenuta altezza del semovente, riempiendosi così di terra. Questo inconveniente risultava aggravato dalle oscillazioni della canna, fino a quando non fu montato un ritegno al quale vincolarla durante la marcia. Inoltre la serie armata del cannone L/70 accusò un certo sbilanciamento in avanti rendendo più difficoltosa la guida. Si trattava però di manchevolezze tutto sommato minori, che non ne pregiudicarono l'efficacia.

## Tecnica

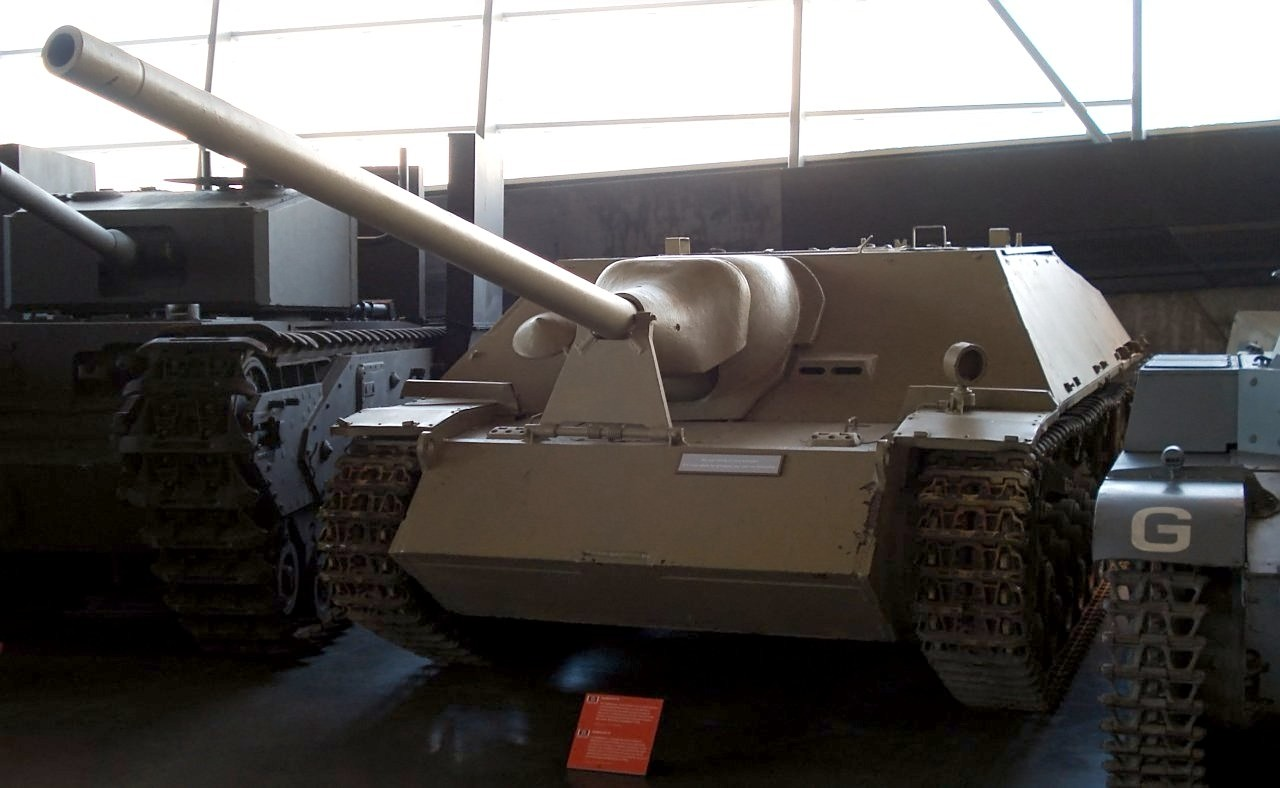
Uno Jagdpanzer IV esposto al Canadian War Museum, armato del cannone da 75 mm Pak 42

Lo Jagdpanzer IV si caratterizzava per un profilo appiattito, la presenza di una o due mitragliatrici MG 42 in calibro 7,92 × 57 mm e una corazzatura del tutto chiusa a protezione dell'equipaggio: le piastre erano piuttosto inclinate e lo spessore variava da un massimo di 60 mm a un minimo di 20 mm. L'equipaggio era composto da un pilota che sedeva a sinistra nello scafo, da un cannoniere seduto dietro e alla sinistra della culatta del cannone e dal comandante a sua volta seduto dietro il cannoniere; vi era poi un quarto membro che stava nella parte destra della camera di combattimento. Il motore era un Maybach HL 120TRM alimentato a benzina con 12 cilindri a V, in grado di erogare 300 hp a 3.000 giri al minuto; il serbatoio aveva una capacità di 470 litri. La trasmissione ZF SSG 76 era sincronizzata a un cambio dotato di preselettore, con sei marce in avanti e una retromarcia. Il treno di rotolamento aveva sospensioni a un quarto di balestra vincolate a quattro carrelli, che accoppiavano le otto ruote portanti; i rulli tendicingolo, quattro per lato, furono ridotti a due dopo il settembre 1944. Il peso complessivo era di circa 25 tonnellate e la velocità massima era pari a 40 km/h su strada.
L'armamento principale del semovente era costituito dal cannone PaK 39 da 75 mm lungo 48 calibri (L/48), di produzione Rheinmetall-Borsig o Seitz. Il pezzo era alloggiato su un affusto decentrato a destra di 20 cm, con limitate possibilità di brandeggio e alzo compreso tra -8° a +15°. A destra del cannone vi era uno snodo a sfera che poteva contenere una mitragliatrice MG 42, una MG 34 o un fucile d'assalto Sturmgewehr 44, fornito nella versione con canna ricurva e munizionamento speciale per la difesa ravvicinata; essa era inoltre garantita da un mortaio NbK 39 da 90 mm con bombe nebbiogene, esplosive, fumogene arancione e illuminanti. Per il cannone erano stivabili a bordo settantanove granate e per la mitragliatrice vi erano nastri per 600 cartucce.

## Le versioni
Lo Jagdpanzer IV fu costruito in tre versioni, caratterizzate dal differente armamento: lo Jagdpanzer standard con il cannone L/48 calibri e quella con il cannone L/70 , della quale esisteva la variante ad interim progettata dalla Alkett con la casamatta di disegno differente. Nel corso del processo di fabbricazione ventisei scafi furono lasciati incompleti e vennero destinati a veicoli per impieghi particolari.
- Jagdpanzer IV Befehlswagen: carro comando con dotazione radio più ricca e un quinto membro dell'equipaggio addetto alle comunicazioni.
- Jagdpanzer IV neuer Art Starr: due prototipi sperimentali allestiti nel settembre 1944, nel quale il cannone PaK 39 L/48 era fissato rigidamente allo scafo; non ebbero seguito. La stessa sperimentazione, con eguale esito, avvenne anche con lo scafo dello Jagdpanzer IV armato del KwK 42.
- Jagdpanzer IV/70(V): versione equipaggiata con il cannone KwK 42 da 75 mm L/70 calibri, capace di caricare a bordo cinquantacinque granate e con la prima coppia di ruote portanti rinforzata per sopportare meglio il peso del pezzo. Era soprannominato Guderian-Ente ("anatra di Guderian") e si basava sul treno di rotolamento e sulla meccanica del Panzer IV Ausf. H. Pesava 25,8 tonnellate e marciava a 35 km/h.
- Jagdpanzer IV/70(A): versione detta Zwischenlosung ("provvisoria") e fornita della casamatta detta Ubergangsaufbau la cui altezza era nettamente superiore a quella precedente; inoltre in depressione il cannone arrivava a -6°, poiché si era ricorsi allo scafo del Panzer IV Ausf. H o J senza modifiche, e le prime quattro ruote portanti ebbero un anello d'acciaio di rinforzo al battistrada in acciaio. Pesava 28 tonnellate e marciava a 38 km/h.
- Panzerjäger IV mit 8,8 cm PaK 43/3 L/71: nel novembre 1944 la Krupp progettò di modificare uno Jagdpanzer IV/70(A) e dotarlo di cannone 8,8 cm KwK 43/3 L/71 da 88 mm, ma la proposta non ebbe seguito.

## Altri utilizzatori
- Siria: a guerra finita sei cacciacarri, sia del tipo A che del modello V, furono acquistati dalla Siria assieme ad altro materiale bellico tedesco.[1]